# Joe Soares
Joe Soares es un exjugador estelar de rugby en silla de ruedas para los Estados Unidos, medallista de oro paralímpico. Entrenó al equipo paralímpico canadiense después de que Estados Unidos prescindiera de sus servicios en 1996. Este episodio ocupa un lugar destacado en el documental de 2005 Murderball.

## Biografía
Soares nació en una familia pobre en Portugal, y se mudó a Providence, Rhode Island, a la edad de 11 años. Perdió el uso de sus piernas después de contraer polio infantil a la edad de nueve años. Usaba muletas durante la escuela secundaria, cuando decidió cambiar a una silla de ruedas porque, según dice, le daba mayor movilidad y a las chicas les gustaba.

## Carrera
Comenzó a jugar rugby en 1969 y, a partir de 2005, fue el único jugador que participó en 13 campeonatos nacionales consecutivos de los Estados Unidos. Fue miembro del equipo estadounidense de rugby en silla de ruedas que ganó la medalla de oro en los Juegos Paralímpicos de Verano de 1996 en Atlanta, Georgia. También fue finalista en solitario y campeón en dobles en el US Open de 1996 para Tenis en silla de ruedas en la División Quad "A". 
Fue destituido del equipo estadounidense en 1996 y perdió una demanda en un intento de apelación poco después. Soares posteriormente solicitó ser entrenador del equipo de Estados Unidos, pero fue rechazado. Debido a que deseaba continuar con el rugby, pasó a entrenar al equipo canadiense de rugby en silla de ruedas, llevándolos a la victoria contra el hasta entonces invicto equipo de Estados Unidos en Gotemburgo, Suecia. 
Fue despedido por el equipo canadiense de rugby en silla de ruedas en 2005, y pasó a entrenar al equipo británico. El equipo de Gran Bretaña lo despidió en junio de 2008. En 2010 comenzó  a entrenar al equipo nacional alemán. Durante su trabajo para ellos, no pudo mejorar el Ranking Mundial IWRF de Alemania, en cambio, cayeron en el Campeonato Mundial de Rugby en Silla de Ruedas 2010 del 7 ° al 10 ° lugar. Soares entrenó a Alemania en los Campeonatos Europeos de Rugby en Silla de Ruedas 2011, llevándolos a su peor ubicación histórica y sin calificar para los Juegos Paralímpicos de Londres 2012.

## Vida personal
Soares y su esposa Patricia tienen dos hijos, Joseph y Robert. Durante el tiempo en que entrenó al equipo de Canadá, residió en los Estados Unidos. 